# Natsumi Itsuki
樹·なつみ
Œuvres principales
Première œuvre : Megumi-chan ni sasageru comedy
Natsumi Itsuki (樹·なつみ, Itsuki Natsumi), née le 5 février 1960 à Kōbe dans la préfecture de Hyōgo au Japon, est une mangaka.

## Biographie
Natsumi Itsuki commence sa carrière de mangaka en 1979 avec le one shot Megumi-chan ni sasageru comedy publié dans le magazine LaLa.
Elle a reçu le prix du « Meilleur manga de l'année » au Seiun award en 1993 pour Oz et le Prix du manga Kōdansha catégorie « shōjo » en 1997 pour Yakumo tatsu.
Ses mangas Jū ō sei, Hanasakeru seishōnen, Yakumo tatsu et Oz ont été adaptés en anime. 